# Falk Hentschel
Falk Hentschel (Lipsia, 26 aprile 1985) è un attore, ballerino e coreografo tedesco.

## Biografia

### Primi anni
Nato a Lipsia, nell'allora Germania dell'Est, dai dottori Jörg e Martina Hentschel, ha un fratello maggiore, Uwe. Sette mesi prima della caduta del muro di Berlino, nel 1989, la sua famiglia fugge dalla Germania e inizia a trasferirsi di continuo per tutto il mondo, motivo per il quale Falk cresce bilingue: tedesco e inglese. Nel 1999, appena quattordicenne, inizia a studiare danza a Londra e, poco tempo dopo, diviene un ballerino professionista e compare di sfondo a video musicali di cantanti quali Mariah Carey, Britney Spears, Paulina Rubio e Jamelia.

### Carriera
Sui primi anni 2000 Hentschel diventa coreografo e lavora di frequente tra Canada e Asia finché, nel 2003, si trasferisce a Los Angeles con l'obiettivo di iniziare una carriera di attore. Due anni dopo debutta con la serie televisiva Arrested Development - Ti presento i miei e, successivamente, ha un ruolo come guest star in Journeyman e numerosi cortometraggi e film a basso costo finché, nel 2009, non ne scrive uno suo: Who is Bobby Domino, assistito da Jesse Grace, che diviene suo collaboratore nella creazione di numerosi altri film brevi spesso proiettati a festival internazionali. Contemporaneamente partecipa al film di James Mangold Innocenti bugie, nei panni di uno dei sicari all'inseguimento dei protagonisti, interpretati da Tom Cruise e Cameron Diaz.
Nel 2010 compare nel pluripremiato The Closer, mentre nel 2011 fa da guest star nella quindicesima puntata dell'undicesima stagione di CSI - Scena del crimine, che vede la partecipazione di Justin Bieber. In seguito a un'apparizione in NCIS: Los Angeles, nel 2012 ha il suo primo ruolo da protagonista in StreetDance 2. Compare poi nella serie TV Revenge e nel film di Roland Emmerich Sotto assedio - White House Down, nonché nel film indipendente Extraction, al fianco di Jon Foo e Vinnie Jones, e in Transcendence, con Johnny Depp. Nel 2014, dopo aver interpretato Marcus Scarlotti in Agents of S.H.I.E.L.D., ottiene il ruolo ricorrente di Arliss Fulton nel poco longevo legal drama Reckless, cancellato da CBS dopo una sola stagione. Dal 2015 interpreta il supereroe Cartel Hall/Hawkman nelle serie Arrow, Flash e Legends of Tomorrow.

## Filmografia

### Cinema
- 18 Fingers of Death!, regia di James Lew (2006)
- Innocenti bugie (Knight and Day), regia di James Mangold (2009)
- StreetDance 2, regia di Max Giwa e Dania Pasquini (2012)
- Sotto assedio - White House Down (White House Down), regia di Roland Emmerich (2013)
- Extraction, regia di Tony Giglio (2013)
- Transcendence, regia di Wally Pfister (2014)
- Benvenuti a Marwen (Welcome to Marwen), regia di Robert Zemeckis (2018)

### Televisione
- Arrested Development - Ti presento i miei (Arrested Development) - serie TV, episodio 2x08 (2005)
- Journeyman - serie TV, episodio 1x03 (2007)
- The Closer - serie TV, episodio 6x06 (2010)
- CSI - Scena del crimine (CSI: Crime Scene Investigation) - serie TV, episodio 11x15 (2011)
- NCIS: Los Angeles - serie TV, episodio 2x13 (2011)
- Revenge - serie TV, episodio 2x21 (2013)
- The Ladies Restroom - serie TV, 3 episodi (2013)
- Agents of S.H.I.E.L.D. - serie TV, episodio 2x06 (2014)
- Reckless - serie TV, 7 episodi (2014)
- Arrow - serie TV, 1 episodio (2015)
- The Flash - serie TV, 1 episodio (2015)
- Legends of Tomorrow - serie TV (2016)

### Cortometraggi
- Intelligence, regia di Allen Martinez (2006)
- Thrill Killers, regia di Andrea Velez (2008)
- Who is Bobby Domino, regia di Jesse Grace (2009)
- The Letter, regia di Jesse Grace (2009)
- Cher papa, regia di Jesse Grace (2009)
- Broken, regia di Justin Bellow (2011)
- Omission, regia di Justin Bellow (2011)
- Lotus, regia di Jesse Grace (2012)

## Doppiatori italiani
Nelle versioni in italiano dei suoi film, Falk Hentschel è stato doppiato da:
- Danilo Di Martino in Legends of Tomorrow, The Flash, Arrow
- Andrea Mete in Innocenti bugie, StreetDance 2
- Alessandro Quarta in The Closer
- Emiliano Ragno in Sotto assedio - White House Down
- Riccardo Scarafoni in Transcendence